# Intendantswoning van Paleis Soestdijk
De Intendantswoning van Paleis Soestdijk tegenover Paleis Soestdijk is een rijksmonument aan de Amsterdamsestraatweg 18 in Baarn. Het gebouw was de dienstwoning voor de intendant van het paleis.
De bakstenen woning in neoclassicistische stijl is blijkens de gevelsteen gebouwd naar ontwerp van G. Key. 
Boven de twee bouwlagen bevindt zich een met leien gedekt afgeplat schilddak met vier gemetselde schoorstenen op de hoeken.
In de symmetrische voorgevel bevindt zich een halfronde erker en een balkon. Op de gevelsteen staat: Anna Paulowna Koningin-Moeder der Nederlanden 1863.

## Schuurtje
De ingang van het rechthoekige gebouw bevindt zich aan de achterzijde.  Daar staat ook een bakstenen schuurtje. Het schuurtje heeft een zadeldak met pannen tussen topgevels en karakteristieke schoorsteen. 

## Achterzijde

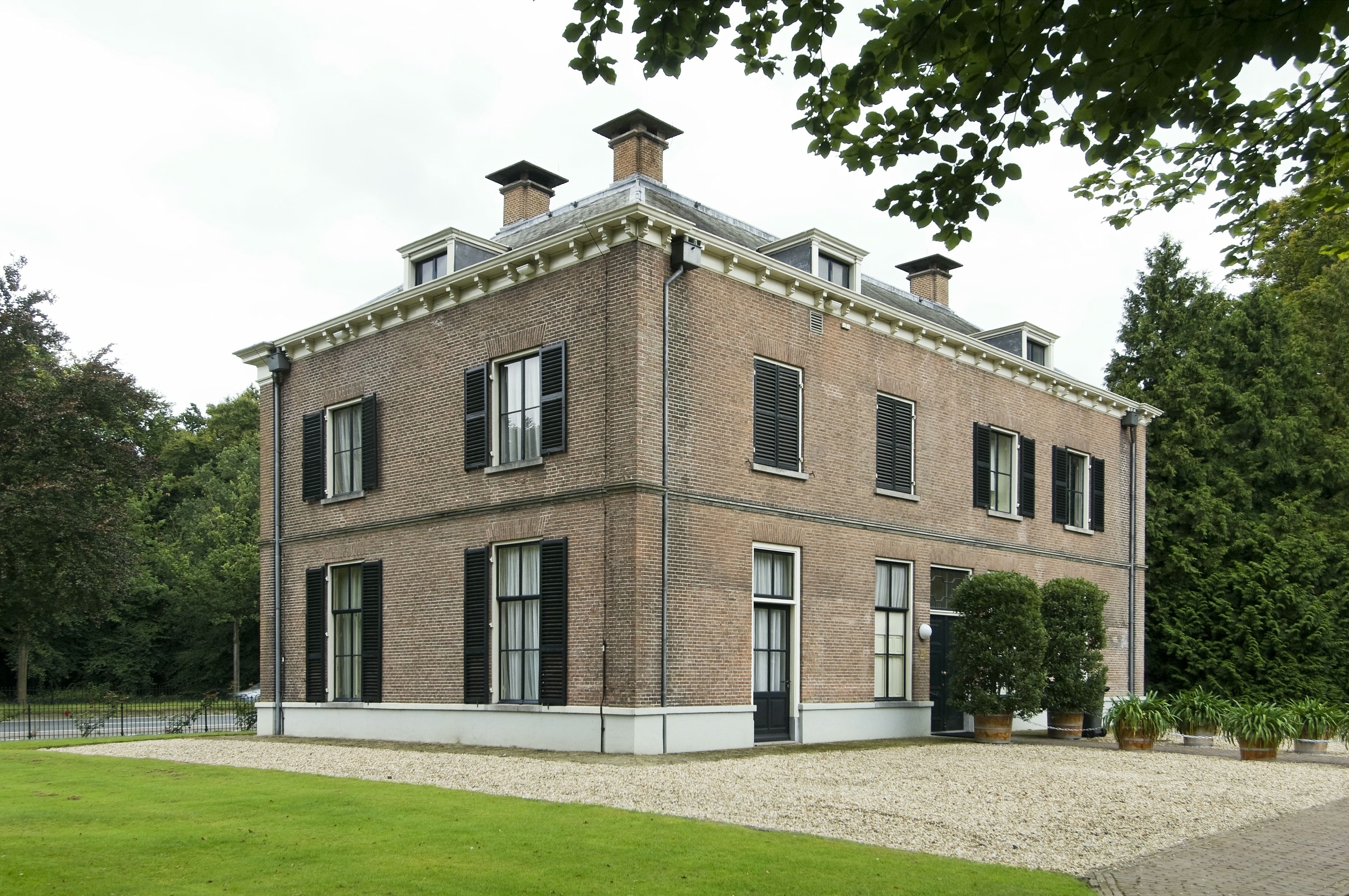
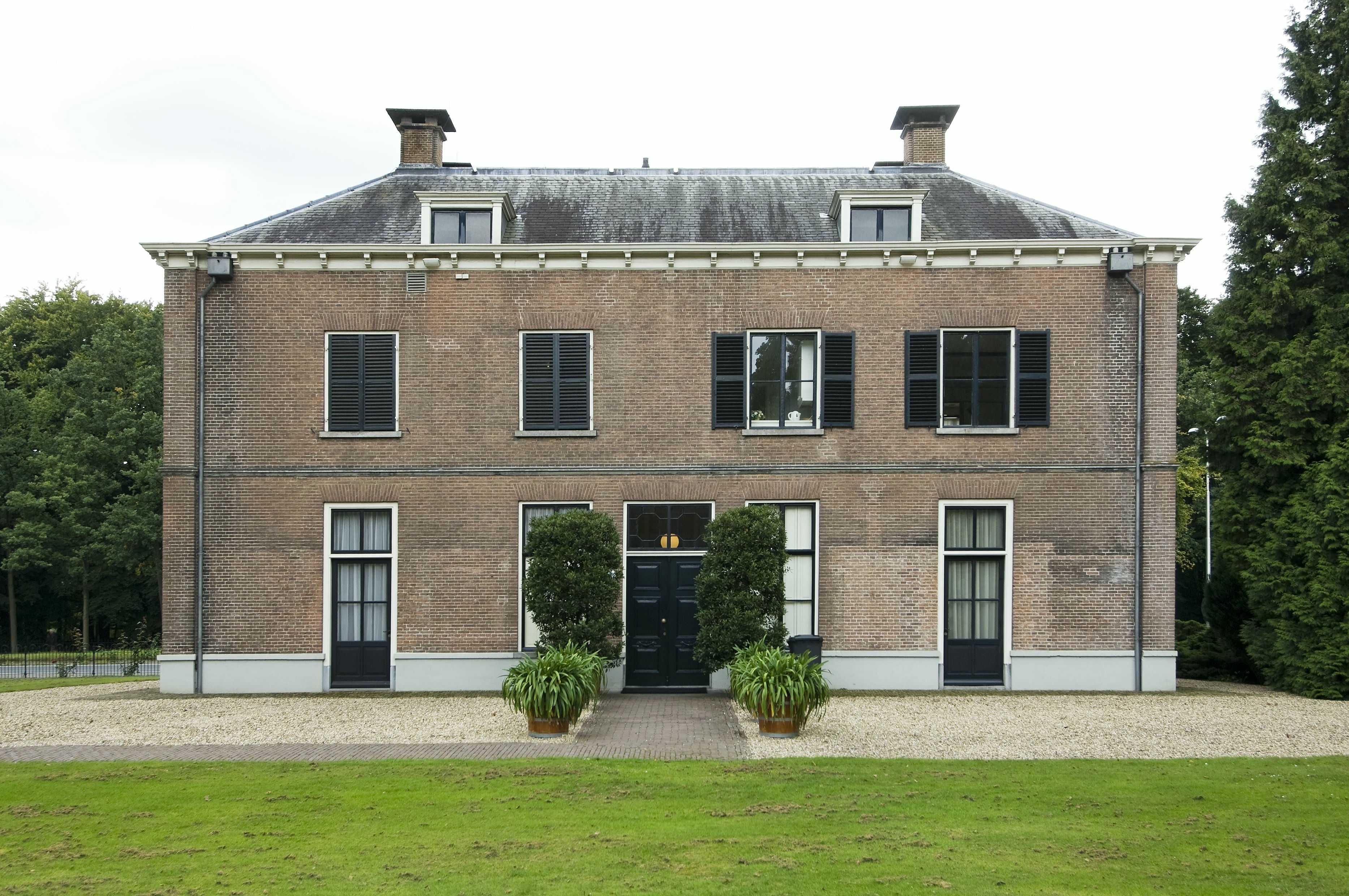